# Février 1820

## Événements
- 1er février :

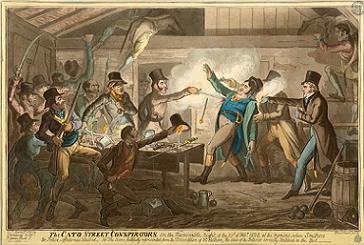
23 février : échec de la Conspiration de Cato Street.

  - Guerres civiles argentines : les troupes unitaires sont battues par les Fédéralistes à la bataille de Cepeda.
  - Capitulation d’Alep révolté contre son gouverneur, reprise par les Ottomans après 101 jours de siège[1].

- 3 - 4 février : prise de Valdivia par les indépendantistes chiliens menés par Thomas Cochrane[2].

- 6 février : les premiers esclaves noirs américains libérés s'installent à Christopolis au Liberia[3].

- 12 février : victoire des indépendantistes colombiens à la bataille de Chorros Blancos[4].

- 13 février, France : assassinat du duc de Berry (fils du futur Charles X), le seul des Bourbons de la branche aînée dont l'épouse est en âge d’avoir des enfants[5], par l’ouvrier sellier Louis Pierre Louvel, provoquant la démission du cabinet Decazes à la demande de la famille royale. La duchesse de Berry se trouve être enceinte de "l'enfant du miracle"[6].

- 14 février : début du règne de Minh Mang, empereur du Vietnam[7]. Il renforce la puissance monarchique et provoque de nombreuses résistances, surtout dans le sud.

- 18 février : début d’une expédition militaire contre l’oasis de Siouah, annexée par l’Égypte[8].

- 21 février, France : gouvernement Richelieu (fin en 1821). Face à l’opposition libérale, il tente d’adopter des mesures de réaction modérées.
  - Chateaubriand devient ministre des Affaires étrangères (fin en 1824)
  - La censure est rétablie, la liberté individuelle suspendue. Nombre de journaux sont réduits au silence ou ruinés par des procès multipliés. Complot libéral élaboré dans la garnison de Paris, dans le but d’utiliser l’armée pour renverser le ministère. Découvert avant tout début d’exécution, il ne peut être sévèrement poursuivi.

- 23 février :
  - Royaume-Uni : la conspiration de Cato Street, complot destiné à assassiner les membres du gouvernement, est démantelée[9]. Elle constitue le dernier épisode de l’agitation sociale.
  - Guerres civiles argentines : traité de la Capilla del Pilar (es) entre les troupes unitaires et fédérales, qui reconnait la souveraineté de toutes les provinces argentines[10].

- 26 février : Vidocq, chef de la Sûreté, démantèle à Berny-en-Santerre une bande organisée de « chauffeurs ».

## Naissances
- 15 février : Susan B. Anthony, activiste américaine († 13 mars 1906).
- 17 février : Elzéar-Alexandre Taschereau, cardinal canadien, archevêque de Québec († 12 avril 1898).
- 29 février : Lewis Swift (mort en 1913), astronome américain.

## Décès
- 3 février : Gia Long, premier empereur de la dynastie des Nguyễn au Viêt Nam.
- 9 janvier : Charles-Louis Clérisseau, architecte français (1721-1820).
- 13 février : Charles Ferdinand d'Artois, duc de Berry, prince français est assassiné par Louis Pierre Louvel.
- 16 février : Nicolaus Michael Oppel (né en 1782), naturaliste allemand.